# Antona persuperba
Antona persuperba là một loài bướm đêm thuộc phân họ Arctiinae, họ Erebidae.